# Cephalaria wilmsiana
Cephalaria wilmsiana är en tvåhjärtbladig växtart som beskrevs av Szabo. Cephalaria wilmsiana ingår i släktet jätteväddar, och familjen Dipsacaceae. Inga underarter finns listade i Catalogue of Life.